# Brończyn
Brończyn – wieś w Polsce położona w województwie łódzkim, w powiecie sieradzkim, w gminie Błaszki.
W latach 1954–1958 wieś należała i była siedzibą władz gromady Brończyn, po jej zniesieniu w gromadzie Borysławice. W latach 1975–1998 miejscowość administracyjnie należała do województwa sieradzkiego; wcześniej, od 1938 r. do 31 maja 1975, z przerwą na okupację niemiecką, do województwa poznańskiego i powiatu kaliskiego.
Historyczna ziemia kaliska.

## Położenie
Brończyn leży na skraju Wysoczyzny Złoczewskiej, przy szosie Błaszki-Ostrzeszów, 4 km od Błaszek. Granica tych dóbr, podobnie jak sąsiednich dóbr Kamienna, do II rozbioru Polski była granicą pomiędzy województwami: sieradzkim i kaliskim.
Brończyn od pierwszych pisemnych wzmianek XII-XIV w. aż do II rozbioru Polski (1793) należał do ziemi kaliskiej, potem województwa i powiatu kaliskiego. Błaszki w tym czasie wchodziły w skład powiatu i województwa sieradzkiego. Były one siedzibą parafii, do której należały również wsie, należące administracyjnie do województwa i powiatu kaliskiego - Brończyn i Kołdów.

## Historia
Informacje na temat siedlisk ludzkich, które mogły dać początek wsi Brończyn są skąpe i pochodzą głównie z danych archeologicznych. W miejscowości Gzików położonej około 2 km w kierunku północnym od wsi znajduje się tzw. grodzisko świadczące o istnieniu w dawnych czasach osady warownej. Na terenie dzisiejszego Brończyna odkryto w 1925 roku cmentarzysko z epoki łużyckiej okresu halsztackiego (800-450 lata p.n.e., na którym odnaleziono naszyjnik i szczątki naszyjnika z brązu. Zbiory znajdują się w Muzeum w Poznaniu (1925 – 469/470).

### Początki Brończyna
Wieś powstała najprawdopodobniej na przełomie XIII i XIV wieku, lokowana za czasów średniowiecza. Pierwsza pochodzi wzmianka z 1319 r., kiedy wieś była własnością Filipa z rodu Zarębów, później 
Kościoła. Biskup poznański Jan Lubrański 26 stycznia 1506 r. przekazał ją kapitule katedralnej poznańskiej, co zostało potwierdzone 5 lutego 1506 r. przez starostę Łukasza Górkę, przy ustalaniu granicy między Brończynem a Kamienną, wsią dziedziców z Iwanowic. W 1509 r. kapituła poznańska dokonała sprzedaży Brończyna Stanisławowi Choludowskiemu (Kołdowskiemu). W 1565 r. właścicielem został Falibowski, w 1642 r. Jan Wawrowski, który zapisał na dobra Brończyn legat dla kościoła w Zdieszu.

### XVIII wiek
W 2 poł. XVIII w. właścicielem wsi był Piotr Łubienski, którego sukcesorzy sprzedali Brończyn gen. Józefowi Lipskiemu z Błaszek. Właścicielem Brończyna z tego okresu był także Michał Lipski h. Grabie, ojciec Józefa Lipskiego, który zbudował w 1750 roku kaplicę pw. NMP Królowej Świata w owej wsi.

### XIX wiek
"Słownik geograficzny Królestwa Polskiego i innych krajów słowiańskich" Tom I podaje "Brończyn, wś, pow. kaliski, gm, i par Błaszki. W 1827 r. liczył 21 dm., 241 mk." 
Po przymusowym wywłaszczeniu spadkobierców Lipskiego, na publicznej licytacji 29 maja/10 czerwca 1840 r. Brończyn kupił Jan Stożek vel Stożkowski. J. Stożek wydzielił część majątku na folwark, który nazwał Stożków. Po jego śmierci, na mocy testamentu właścicielem Brończyna został jego syn Tomasz Stożkowski, który sprzedał majątek Porębińskim, a ci z kolei w 1858 r. Józefowi i Anieli Kęszyckim. W 1872 r. Brończyn kupił za 76 tys. rubli Józef Ildefons Grodzicki, któremu dobra te posłużyły w 1879 r. do rozliczeń majątkowych z siostrą Nepomuceną Węgierską, żoną Adama, która była współsukcesorką dóbr Wrząca. Na mocy ugody zawartej 9/21 czerwca 1879 roku Brończyn przeszedł na własność Nepomuceny Węgierskiej. Węgierscy byli właścicielami Brończyna do września 1939 r. Ostatnim właścicielem był Józef Węgierski (6 marca 1892 – 22 lutego 1950).

### Okupacja niemiecka
Niemcy z Wehrmachtu wkroczyli do wsi 3 września 1939 roku od strony Ostrzeszowa, mordując ludność wsi, która nie zdążyła przed nimi uciec. To tragiczne wydarzenie upamiętnia pomnik przy szosie do Ostrzeszowa z napisem:
"W dniu 3 września 1939 roku hitlerowscy żołnierze z oddziałów frontowych bestialsko zamordowali mieszkańców Brończyna:
Józefa Poaseckiego, Antoniego Włodarka, Wacława Pawlaka, Tomasza Nowaka, Tomasza Grabowskiego, Łucję Nowacką i Władysława Nowackiego.
Cześć ich pamięci. Mieszkańcy Ziemi Kaliskiej. Kalisz 1974 rok."
Okupanci, jak w każdym miejscu w Polsce, zamknęli działającą w dwudziestoleciu międzywojennym szkołę podstawową (po dwóch tygodniach) i ustanowili nową nazwę wsi – Rolfsroden. Podczas II wojny światowej ustanowionym właścicielem przez władze niemieckie został niejaki Zalbah (ostatnim był Waimann), mający rozebrać tutejszą kaplicę z 1750 roku. Z tym etapem wiąże się poniższe opowiadanie:
"Właściciel ustanowiony przez władze okupacyjne, niejaki Zalbah miał kapliczkę rozebrać. Tylko dziwna okoliczność pozwoliła przetrwać tej kaplicy. Do Brończyna przyjechała kuzynka Zalbaha. Spacerując z dziećmi po parku została zaatakowana przez pasącego się byka. Podczas ucieczki schroniła się w kaplicy i to uratowało jej życie. Po powrocie do domu poprosiła swego męża (wysokiego rangą oficera) aby wstawił się u władz niemieckich- i kaplicę pozostawiono nienaruszoną." 
Podczas wyzwalania ziem polskich przez Rosjan, Niemcy nakazywali ludności polskiej kopać rowy przeciwczołgowe. W Brończynie powstały trzy o głębokości 3,5 m i szerokości 7 m.

### Współczesność
Po II wojnie światowej majątek został rozparcelowany a we dworze umieszczono szkołę podstawową. Dziś dwór niezbyt przypomina dawną rezydencję – przeprowadzane remonty pozwoliły budynkowi przetrwać, ale zatarły to, co stanowiło o jego uroku. W otoczeniu zachował się park z pięknym drzewostanem i kaplicą, która została zbudowana w 1750 roku przez Michała Lipskiego.

## Właściciele Brończyna

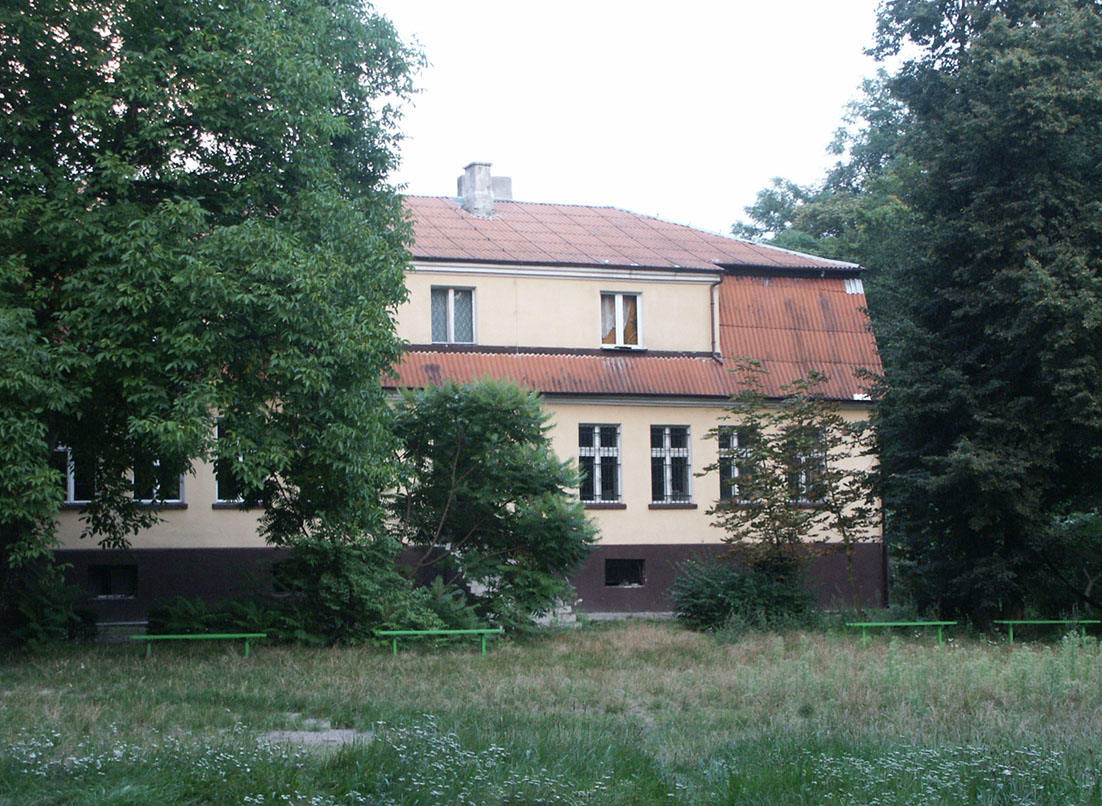
Dwór w Brończynie

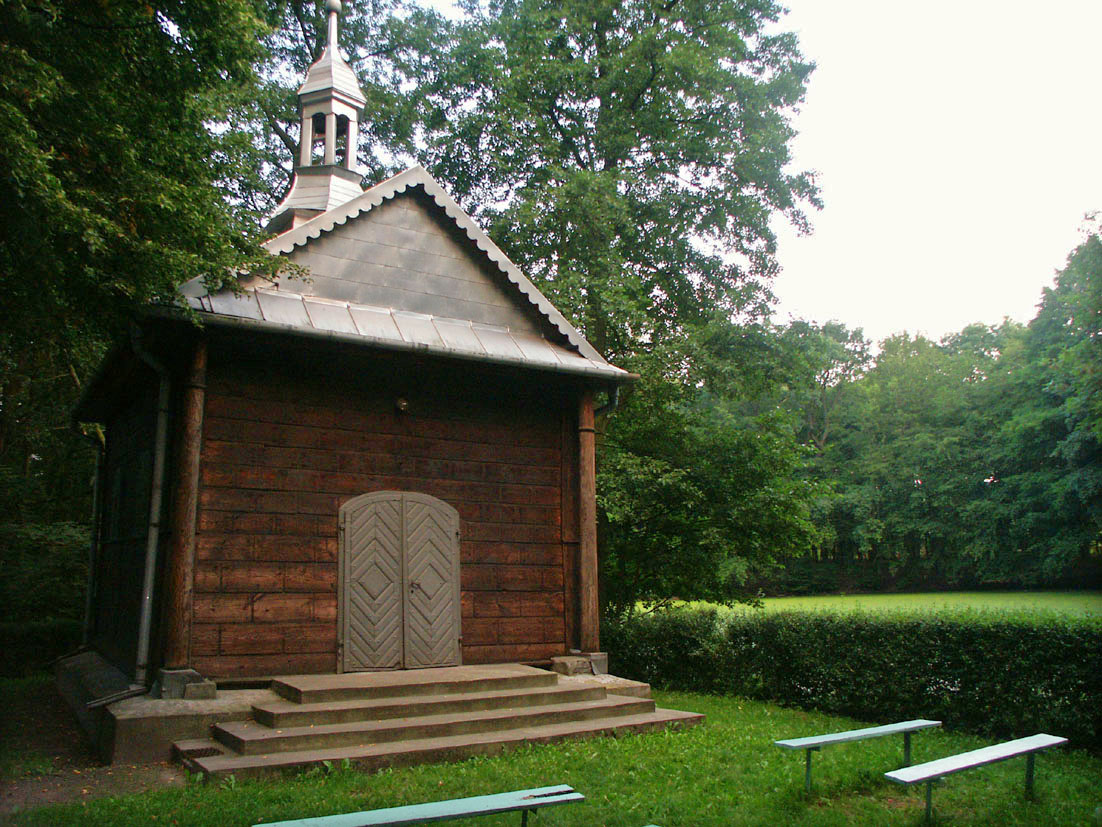
Kaplica w parku dworskim w Brończynie

- Michał Lipski h. Grabie (?-1809), ojciec Józefa Lipskiego, właściciel Błaszek, Brończyna i Gzikowa. Wybudował kaplicę w Brończynie w 1750 roku. Rozpoczął budowę kościoła w Błaszkach w roku 1779 i uregulował przestrzeń urbanistyczną miasta.
- Józef Lipski (1772–1817), generał, przywódca powstania wielkopolskiego 1806 roku w Kaliskiem, pod koniec 2 poł. XVIII wieku właściciel Brończyna i innych dóbr błaszkowskich,
- Dwór w Brończynie od 15 lipca 2012 roku powrócił do spadkobierców z rodziny Węgierskich

## Zabytki
- Kaplica pod wezwaniem NMP Królowej Świata z 1750 roku.
- Dwór z II połowy XIX wieku.